# Роберто Краверо
Роберто Краверо (італ. Roberto Cravero, * 3 січня 1964, Венарія-Реале) — італійський футболіст, захисник. По завершенні ігрової кар'єри — спортивний функціонер та футбольний оглядач.
Як гравець насамперед відомий виступами за клуб «Торіно», а також олімпійську збірну Італії.
Володар Кубка Мітропи. 

## Клубна кар'єра
Вихованець футбольної школи клубу «Торіно». Дорослу футбольну кар'єру розпочав 1981 року в основній команді того ж клубу, в якій провів два сезони, взявши участь лише у 1 матчі чемпіонату. 
Протягом 1983—1985 років захищав на умовах оренди кольори команди клубу «Чезена».
Своєю грою за цю команду знову привернув увагу представників тренерського штабу клубу «Торіно», до складу якого повернувся з оренди 1985 року. Цього разу відіграв за туринську команду наступні сім сезонів своєї ігрової кар'єри. Більшість часу, проведеного у складі «Торіно», був основним гравцем захисту команди. За цей час виборов титул володаря Кубка Мітропи.
Протягом 1992—1995 років захищав кольори команди клубу «Лаціо».
Завершив професійну ігрову кар'єру у клубі «Торіно», у складі якого вже виступав раніше. Прийшов до команди 1995 року, захищав її кольори до припинення виступів на професійному рівні у 1998.

## Виступи за збірні
Протягом 1984–1990 років  залучався до складу молодіжної збірної Італії. На молодіжному рівні зіграв у 12 офіційних матчах, забив 1 гол.
З 1987 по 1988 рік захищав кольори олімпійської збірної Італії. У складі цієї команди провів 12 матчів. У складі збірної був учасником  футбольного турніру на Олімпійських іграх 1988 року у Сеулі. 
Того ж 1988 року включався до складу національної збірної Італії для участі у фінальній частини тогорічного чемпіонату Європи. Однак жодної офіційної гри за головну збірну країни не провів.

## Статистика виступів

### Статистика клубних виступів
| Сезон   | Клуб     | Чемпіонат | Чемпіонат | Чемпіонат |
| Сезон   | Клуб     | Ліга      | Ігор      | Голів     |
| ------- | -------- | --------- | --------- | --------- |
| 1981-82 | «Торіно» | A         | 1         | 0         |
| 1982-83 | «Торіно» | A         | 0         | 0         |
| 1983-84 | «Чезена» | B         | 33        | 2         |
| 1984-85 | «Чезена» | B         | 34        | 3         |
| 1985-86 | «Торіно» | A         | 8         | 0         |
| 1986-87 | «Торіно» | A         | 28        | 3         |
| 1987-88 | «Торіно» | A         | 29        | 3         |
| 1988-89 | «Торіно» | A         | 29        | 3         |
| 1989-90 | «Торіно» | B         | 34        | 6         |
| 1990-91 | «Торіно» | A         | 30        | 1         |
| 1991-92 | «Торіно» | A         | 24        | 1         |
| 1992-93 | «Лаціо»  | A         | 30        | 3         |
| 1993-94 | «Лаціо»  | A         | 29        | 5         |
| 1994-95 | «Лаціо»  | A         | 23        | 2         |
| 1995-96 | «Торіно» | A         | 20        | 0         |
| 1996-97 | «Торіно» | B         | 16        | 0         |
| 1997-98 | «Торіно» | B         | 13        | 0         |

## Титули і досягнення
- Володар Кубка Мітропи (1):

«Торіно»:  1991